# Death to Smoochy
Smoochy es una película del año 2002 dirigida por Danny DeVito.

## Argumento
Randolph Smiley es el famoso presentador del programa infantil Rainbow Randolph. En el mercado hay toda clase de productos con su cara y todo padre quiere que su hijo pueda aparecer en el programa, por eso un día acepta un soborno para que una niña tenga un asiento en la grada del público. Resulta que quien le ofrecía el dinero no eran dos padres, sino la policía y acaba perdiéndolo todo. Los directivos de la televisión, necesitan rápidamente sustituir el programa y deciden contratar a alguien que esté completamente limpio. La elección recae en Sheldon Mopes con su personaje el rinoceronte Smoochy. A partir de entonces Randolph se obsesiona con atrapar y liquidar a Smoochy cueste lo que cueste.

## Personajes
- Robin Williams como  Randolph Smiley.
- Edward Norton como Sheldon Mopes.
- Catherine Keener como Nora Wells.
- Danny DeVito como Burke Bennett.
- Jon Stewart como Marion Frank Stokes.
- Pam Ferris como Tommy Cotter.
- Harvey Fierstein como Merv Green.
- Michael Rispoli como Lawrence 'Spinner' Dunn.
- Vincent Schiavelli como Buggy Ding-Dong.
- Danny Woodburn como Angelo Pike.